# Гребени (Кировская область)
Гребени — деревня в Верхошижемском районе Кировской области России. Входит в состав Пунгинского сельского поселения.

## География
Деревня находится в центральной части Кировской области, в подзоне южной тайги, на левом берегу реки Снигирёвка, к востоку от автодороги 33Р-008, на расстоянии приблизительно 7 км (по прямой) к северо-северо-востоку (NNE) от посёлка городского типа Верхошижемье, административного центра района. Абсолютная высота — 191 м над уровнем моря.
Климат
Климат характеризуется как умеренно континентальный, с продолжительной снежной зимой и тёплым летом. Среднегодовая температура — 1,5 °C. Средняя температура воздуха самого холодного месяца (января) составляет −14,2 °C (абсолютный минимум — −45 °С); самого тёплого месяца (июля) — 17,8 °C (абсолютный максимум — 36 °С). Безморозный период длится в течение 122 дней. Годовое количество атмосферных осадков — 713 мм, из которых 441 мм выпадает в период с мая по октябрь. Снежный покров держится в течение 165 дней.
Часовой пояс
Деревня Гребени, как и вся Кировская область, находится в часовой зоне МСК (московское время). Смещение применяемого времени относительно UTC составляет +3:00.

## Население
| 2010 |
| ---- |
| 3    |

Половой состав
По данным Всероссийской переписи населения 2010 года, в гендерной структуре населения мужчины составляли 33,3 %, женщины — соответственно 66,7 %.
Национальный состав
Согласно результатам переписи 2002 года, в национальной структуре населения русские составляли 100 % из 2 чел.

## Известные уроженцы
- Гребенёв, Аркадий Дмитриевич (1919—1999) — советский лётчик-ас, майор, Герой Советского Союза.